# Ichneumon betulae
Ichneumon betulae är en stekelart som beskrevs av Hans Ström 1788. Ichneumon betulae ingår i släktet Ichneumon och familjen brokparasitsteklar. Inga underarter finns listade i Catalogue of Life.